# Acrolophus horridalis
Acrolophus horridalis é uma mariposa da família acrolophidae . É encontrada no Brasil.